# Anna Dandler

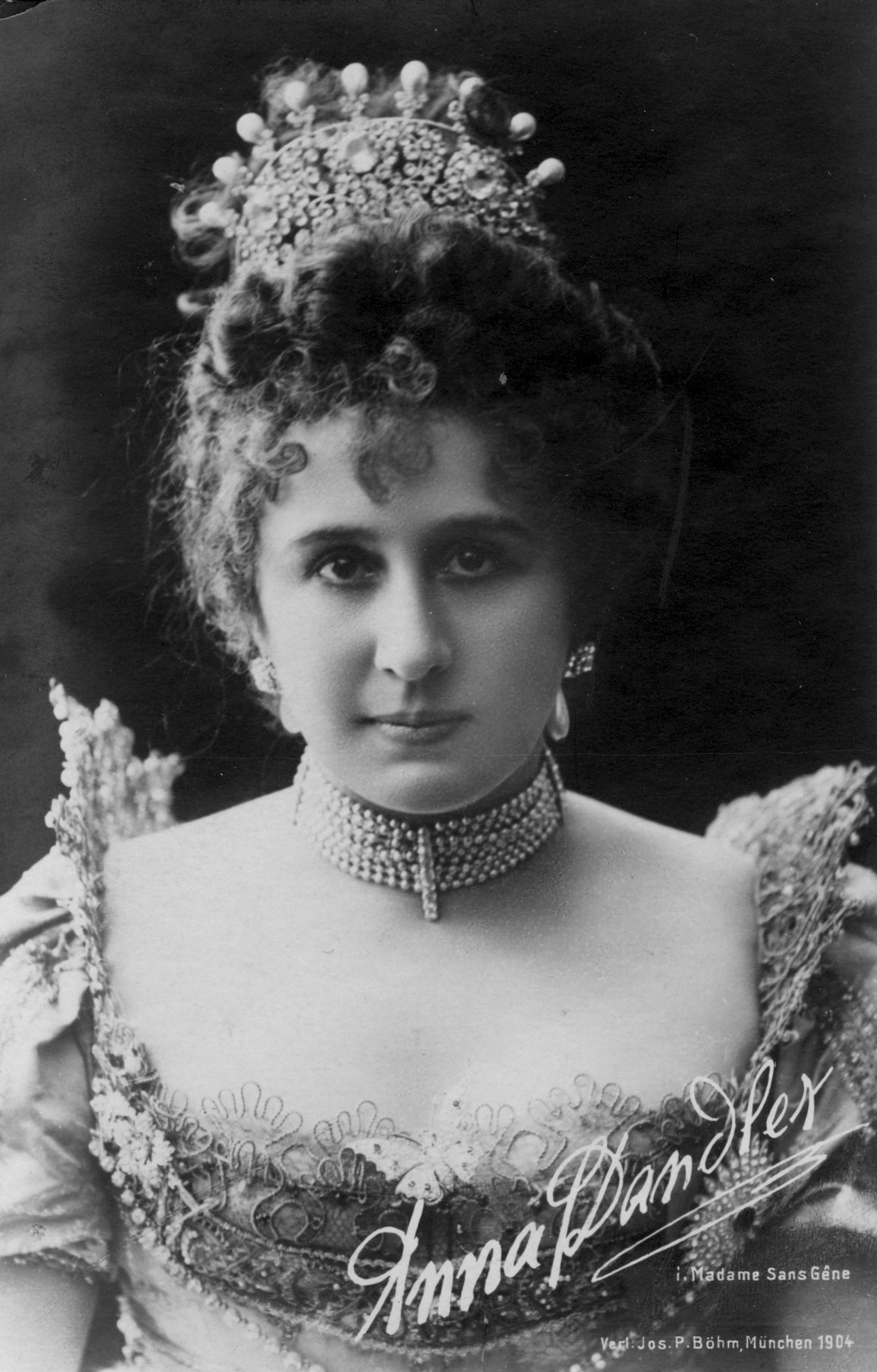
Anna Dandler als Madame Sans-Gêne (1904)

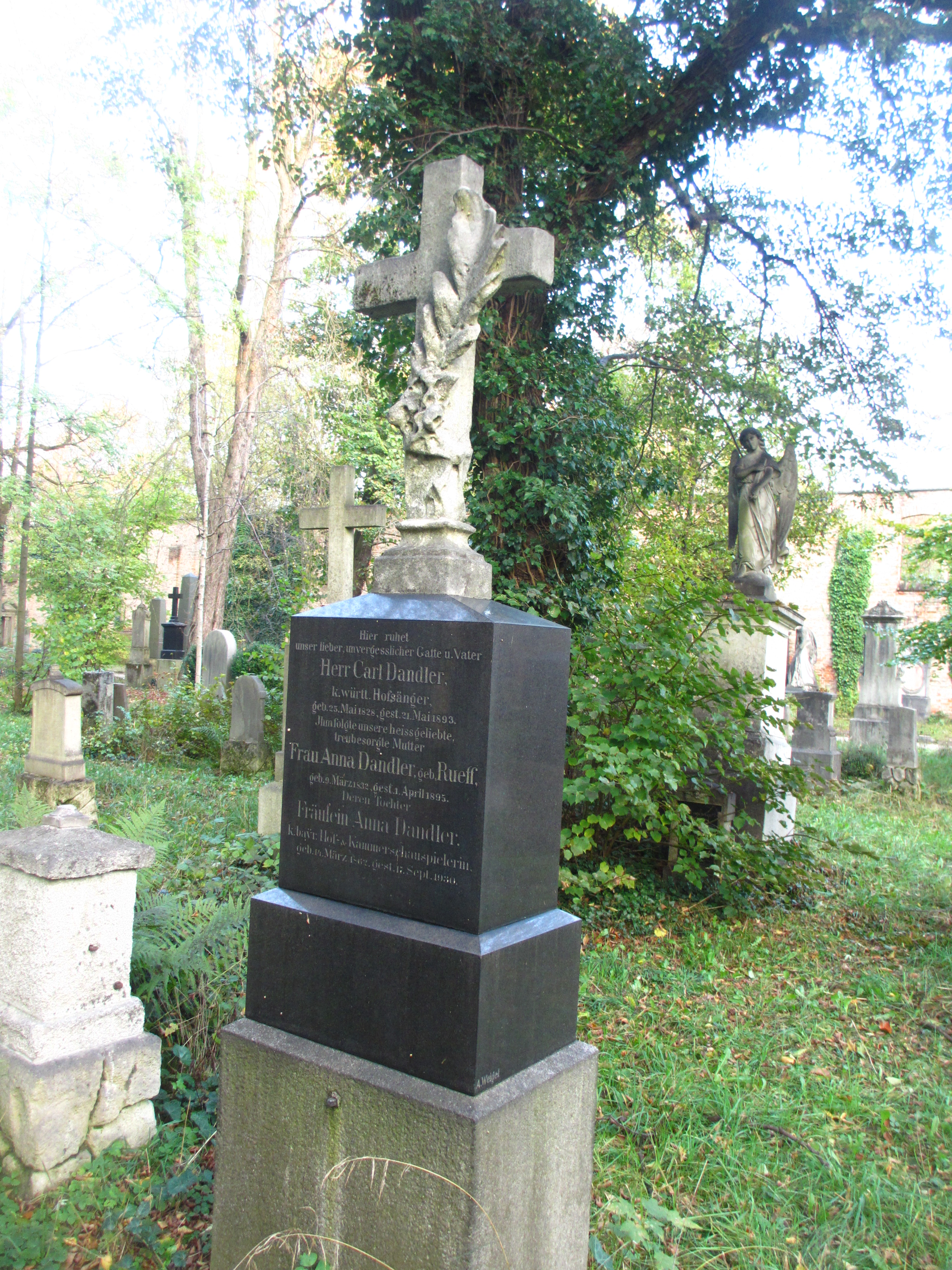
Grab von Anna Dandler auf dem Alten Südlichen Friedhof in München

Anna Dandler (* 14. März 1862 in Stuttgart; † 17. September 1930 in Wiesbaden) war eine deutsche Hof- und Kammerschauspielerin.
Dandler kam als Tochter des Hofsängers Carl Dandler und der Anna Dandler, geb. Rueff, zur Welt. Ihr Vater war als Chorleiter am Stuttgarter Hoftheater tätig.
1880 erhielt sie ein Engagement am Münchner Hoftheater. Ihr Bühnendebüt gab sie als Marketenderin in Schillers Wallensteins Lager. Dandler war anfänglich zumeist die Rollen der Liebhaberin zu sehen. Später wurde sie in Mütterrollen besetzt.
Anna Dandler hatte auch Filmrollen. So spielte sie 1919 in Das Fräulein von Scuderi die Titelrolle und 1920 in Dämon Weib.

## Grabstätte
Die Grabstätte von Anna Tandler und ihrer Eltern befindet sich auf dem Alten Südlichen Friedhof in München (Gräberfeld 31 – Reihe 9 – Platz 4) Standort.

## Namensgeberin für Straße
Nach Anna Dandler wurde 1952 (Erstnennung) in München im Stadtteil Obermenzing (Stadtbezirk 21 – Pasing-Obermenzing) die Anna-Dandler-Straße⊙ benannt.